# Lavendel (Film)
Lavendel, in Deutschland mit dem Zusatz Eine ganz unmoralische Geschichte versehen, ist ein österreichisch-deutscher Spielfilm aus dem Jahre 1953 von Arthur Maria Rabenalt mit Gretl Schörg, Karl Schönböck und Hans Holt in den Hauptrollen. Die Geschichte basiert auf dem gleichnamigen Bühnenstück (1944) von Bruno Schuppler.

## Handlung
Die Geschichte spielt in Wien um 1920, in den so genannten „besseren Kreisen“. Eine Gesellschaft der Wiener haute volée trifft sich am Konstantinhügel im Wiener Prater. Während das Ehepaar Eva und Edwin Cramer zusammen mit dem schmucken Stephan Gallenberg einen kleinen Spaziergang unternimmt, erklärt die mit Gallenberg verehelichte Susanne ihrem unverheirateten Liebhaber Peter Neubeck, dass sie beider „Verhältnis“ nicht mehr länger aufrechterhalten möchte. Die Liebelei war eh nur Teil ihres Plans, um herauszufinden, ob ihr Mann, der Schriftsteller ist, sie betrügt. Deshalb versuchte sie, Stephan eifersüchtig zu machen. Da die aufgesetzte Liebelei mit Peter jedoch zu keinen Reaktionen bei Stephan führte, muss unbedingt ein neuer Liebhaber her. 
Die Wahl fällt ausgerechnet auf den Schauspieler Edwin Cramer, den Gatten Evas. Susanne ahnt nicht, dass auch ihr Ehemann seine kleinen Liebesgeheimnisse hat und einer Liebelei nie abgeneigt ist. Doch diesmal ist alles anders: Gallenberg und Eva empfinden nämlich mehr füreinander, als ihre Ehe mit einem jeweils anderen Partner gutheißen dürfte. Als Gallenberg sich einmal in einem Kleiderschrank verstecken muss, haftet noch der Duft von Lavendel, dem Lieblingsparfüm Evas, an ihm. Nun wittert Susanne, die mittlerweile ebenfalls ernsthafte Gefühle für ihren neuen Liebhaber, Edwin, augenblicklich Untreue und Eheverrat. Nur mit Mühe und viel Glück sowie der kräftigen Beihilfe von Gallenbergs diskreten Diener Florian kann ein gesellschaftlicher Skandal abgewendet werden. Den neu Verpaarten wird schließlich klar, dass sie ihre Ehen auflösen müssen, denn der neue Liebhaber bzw. die neue Liebhaberin passt, so die Erkenntnis, doch sehr viel besser zu einem als der Noch-Ehepartner.

## Produktionsnotizen
Lavendel entstand im Spätherbst/Frühwinter 1952/53 komplett im Filmatelier von Wien-Schönbrunn und wurde am 12. März 1953 in Göttingen uraufgeführt. Die Wiener Premiere erfolgte am 21. August desselben Jahres. 
Filmproduzent Ernest Müller übernahm auch die Produktionsleitung. Felix Smetana entwarf die Filmbauten. Max Vernooij war für den Ton zuständig.

## Kritik
Im Filmdienst heißt es: „Verkrampft "erotische" Nachkriegskomödie, die mit kessen Dialogen und österreichischem Charme die Banalität der Handlung abzuschwächen versucht.“